# Brachythele denieri
Espèce
Synonymes
- Nemesia denieri Simon, 1916

Brachythele denieri est une espèce d'araignées mygalomorphes de la famille des Nemesiidae.

## Distribution
Cette espèce se rencontre en Grèce et en Bulgarie.

## Description
Le mâle holotype mesure 10,5 mm.
La femelle décrite par Fage en 1921 mesure 18 mm.

## Systématique et taxinomie
Cette espèce a été décrite sous le protonyme Nemesia denieri par Simon en 1916. Elle est placée dans le genre Nemesiothele par Fage en 1921 puis dans le genre Brachythele par Raven en 1985.

## Étymologie
Cette espèce est nommée en l'honneur de Pierre Denier.

## Publication originale
- Simon, 1916 : Liste des arachnides recueillis à Salonique pendant l'occupation française (1916) par le sergent Pierre Denier, membre de la Société. Annales de la Société Entomologique de France, vol. 85, p. 273-276 (texte intégral).